# Sanilhac-Sagriès
Sanilhac-Sagriès – miejscowość i gmina we Francji, w regionie Oksytania, w departamencie Gard.
Według danych na rok 1990 gminę zamieszkiwały 643 osoby, a gęstość zaludnienia wynosiła 29 osób/km² (wśród 1545 gmin Langwedocji-Roussillon Sanilhac-Sagriès plasuje się na 450. miejscu pod względem liczby ludności, natomiast pod względem powierzchni na miejscu 331.).